# Porum (Oklahoma)
Porum es un pueblo ubicado en el condado de Muskogee en el estado estadounidense de Oklahoma. En el año 2010 tenía una población de 	727 habitantes y una densidad poblacional de 363,5 personas por km².

## Geografía
Porum se encuentra ubicado en las coordenadas 35°21′30″N 95°15′57″O / 35.35833, -95.26583 (35.358228, -95.265930).

## Demografía
Según la Oficina del Censo en 2000 los ingresos medios por hogar en la localidad eran de $18,009 y los ingresos medios por familia eran $19,474. Los hombres tenían unos ingresos medios de $25,357 frente a los $18,333 para las mujeres. La renta per cápita para la localidad era de $9,147. Alrededor del 41.3% de la población estaban por debajo del umbral de pobreza.